# 장기전 (오스만 전쟁)
장기전(長期戰, Long War) 혹은 15년 전쟁(十五年 戰爭, 1591년 또는 1593년 - 1604년 또는 1606년)은 모하치 전투 이후 합스부르크 군주국과 오스만 제국 사이에서 벌어진 수많은 전쟁 중 하나이다. 1591년부터 계속된 소규모 접전 이후, 1593년 7월 29일, 시난 파샤(Sinan Pasha, 1506-1596)가 이끄는 오스만군은 합스부르크 군주국을 상대로 군사 전역을 시작했다. 오스만은 죄르(Győr; 튀르키예어: Yanıkkale)와 코마롬(Komarom; 튀르키예어: Komaron)을 점령했다.
1595년, 교황 클레멘스 8세(Pope Clement VIII, 1536-1605)는 투르크에 맞서 기독교 동맹을 결성했다. 신성로마제국의 루돌프 2세(Rudolf II, 1552-1612), 트란실바니아의 지그몬드 바토리(Zsigmond Báthory, 1572-1613)는 프라하에서 동맹 협정에 서명했다. 몰다비아의 아론 보더(Aron Vodă), 왈라키아의 미하이 비테아줄(Mihai Viteazul, 1558-1601)도 동맹에 참가했다.
오스만 제국의 목표는 합스부르크가의 수도인 빈(Wien)을 점령하는 것이었고, 합스부르크 군주국의 목표는 오스만 제국이 점령하고 있는 헝가리 왕국 중심부를 점령하는 것이었다.
도나우강(Danube River) 통제와 그 곳에 위치한 요새들을 차지하는 것이 중요했다. 전쟁은 주로 로얄 헝가리(현 헝가리 서부, 슬로바키아 남부), 트란스다뉴비아(Transdanubia), 루멜리아(Rumelia; 현 불가리아, 세르비아), 왈라키아(현 루마니아 남부)에서 치러졌다.
1595년, 동맹군은 죄르(Győr), 에스테르곰(Esztergom), 비셰그라드(Visegrád), 도나우 강에 위치한 전략적 요새들을 점령했지만 정작 중요한 요새인 부다(Buda)는 공격할 엄두도 내지 못했다. 오스만은 에게르(Eger) 공성전에 나서 1596년 공략했다.
1594년 가을, 미하이 용감공(Michael the Brave)은 동쪽 전선에서 투르크와의 전쟁을 시작했고 도나우 강에 위치한 지우르지우(Giurgiu), 브러일라(Brăila), 허르쇼바(Hârşova), 실리스트라(Silistra) 등을 점령했다. 그동안 몰다비아군은 이아시(Iaşi)와 몰도바(Moldova) 영내에서 투르크군을 물리쳤다. 미하이 용감공은 오스만 영내 더욱 깊숙한 곳으로 진격해 니코폴리스(Nicopolis), 리브니크(Ribnic)과 실리아(Chilia) 등을 점령했고, 아드리아노플(Adrianople; 에디르네(Edirne)) 부근까지 이르렀다.. 한때 그의 군대는 콘스탄티노플(Constantinople; 이스탄불(Istanbul))에서 24km 밖에 안되는 지점에 이르기도 했다.
전쟁은 오스만군과 왈라키아군 사이에서 벌어진 가장 중요한 전투 중 하나인 칼루가레니 전투(Battle of Călugăreni)와 함께 계속되었다. 전투는 왈라키아가 승리했지만 미하이 용감공은 후퇴할 수밖에 없었고 동맹군의 지원(트란실바니아군과 오스트리아군)을 기다린다. 오스만과 왈라키아 사이의 전쟁은 미하이 용감공이 동맹군 지원의 부재로 더 이상 전쟁을 수행할 수 없었던 1599년 말까지 계속되었다. 1599년 말, 오스만과 왈라키아 사이에 조약이 체결되었다.
전쟁의 전환점은 1596년 10월 24-26일 헝가리 영토내에서 벌어진 케레츠테스 전투(Battle of Keresztes)였다. 45,000-50,000명에 달하는 합스부르크-트란실바니아 연합군은 오스만군에게 패배했다. 오스만은 전투에서 승리했지만 서양군 무기의 우월성을 실감했다. 이 전투는 모하치 전투 이후 처음으로 기독교 연합군과 오스만군이 중유럽에서 맞붙은 중요한 전투였다. 이 전투로 아무리 많은 수의 서양 군대도 야전에선 오스만군을 당해낼 수 없다는 것이 증명되었다. 케레츠테스 전투로 동맹군은 전략적 목표를 달성할 수 없었고 전쟁은 요새의 탈환과 재탈환을 반복하는 중규모 전쟁으로 바뀌었다.
전쟁의 마지막 국면(1604-1606), 트란실바니아의 이슈트반 보츠카이(István Bocskai, 1557-1606)는 합스부르크에 맞서 봉기를 일으켰다. 봉기는 로얄 헝가리의 귀족들과 오스만의 지원을 받았다. 봉기의 목표는 합스부르크로부터 헝가리의 자유를 보장받는 것 외에 합스부르크가 오스만과 평화 조약을 맺도록 하는 것도 포함되었다. 전쟁은 어떠한 성과도 없이 헝가리와 트란실바니아를 황폐화시키고 있었다.
1606년 11월 11일, 전쟁은 지트바토로크 화약(Peace of Zsitvatorok)으로 끝을 맺었다. 조약으로 합스부르크는 오스만 제국이 자국 영내로 진격하는 것을 막았는데, 이는 오스만이 처음으로 지정학적 패배를 당했다는 것을 의미한다. 한편, 조약으로 합스부르크와 오스만 제국 사이의 국경이 확고해졌다. 헝가리 해방은 반세기 동안 의제에서 배제되었다.
기독교 국가들이 전쟁 중에 얻은 교훈들 중 가장 중요한 것은 주요 야전에서의 승리없이는 장기적 전쟁에서 오스만을 이길 수 없다는 것이었다. 하지만 이 전쟁을 통해 기독교 국가들은 자신들의 군대가 오스만의 군사력과 거의 대등하다는 것을 확인할 수 있었다.